# Harry Sernklef
Harry Sernklef, född den 13 juni 1923 i Björnekulla församling, Kristianstads län, död den 10 mars 2009, var en svensk militärmusiker och kompositör. Sernklef var Musikdirektör vid Kungl. Västernorrlands regementes musikkår 1954-1959, vid Arméns Musikkår i Örebro 1959-1965, vid Militärmusikkåren i Karlstad 1968-1971 och vid Arméns musikpluton 1982. Sernklef har även spelat klarinett i bl.a. Kungliga hovkapellet.

## Verk
- 300-årsdagen (1967)
- Flygvapnets paradmarsch (1973)
- Generalfälttygmästaren (1964)
- Gå på marsch! (1968)
- Kommendanten (1963)
- Marcia Vexillum (2003)
- Ångermanlandsbrigaden, original: Marcia Stolt (1992)